# Avi del Barça

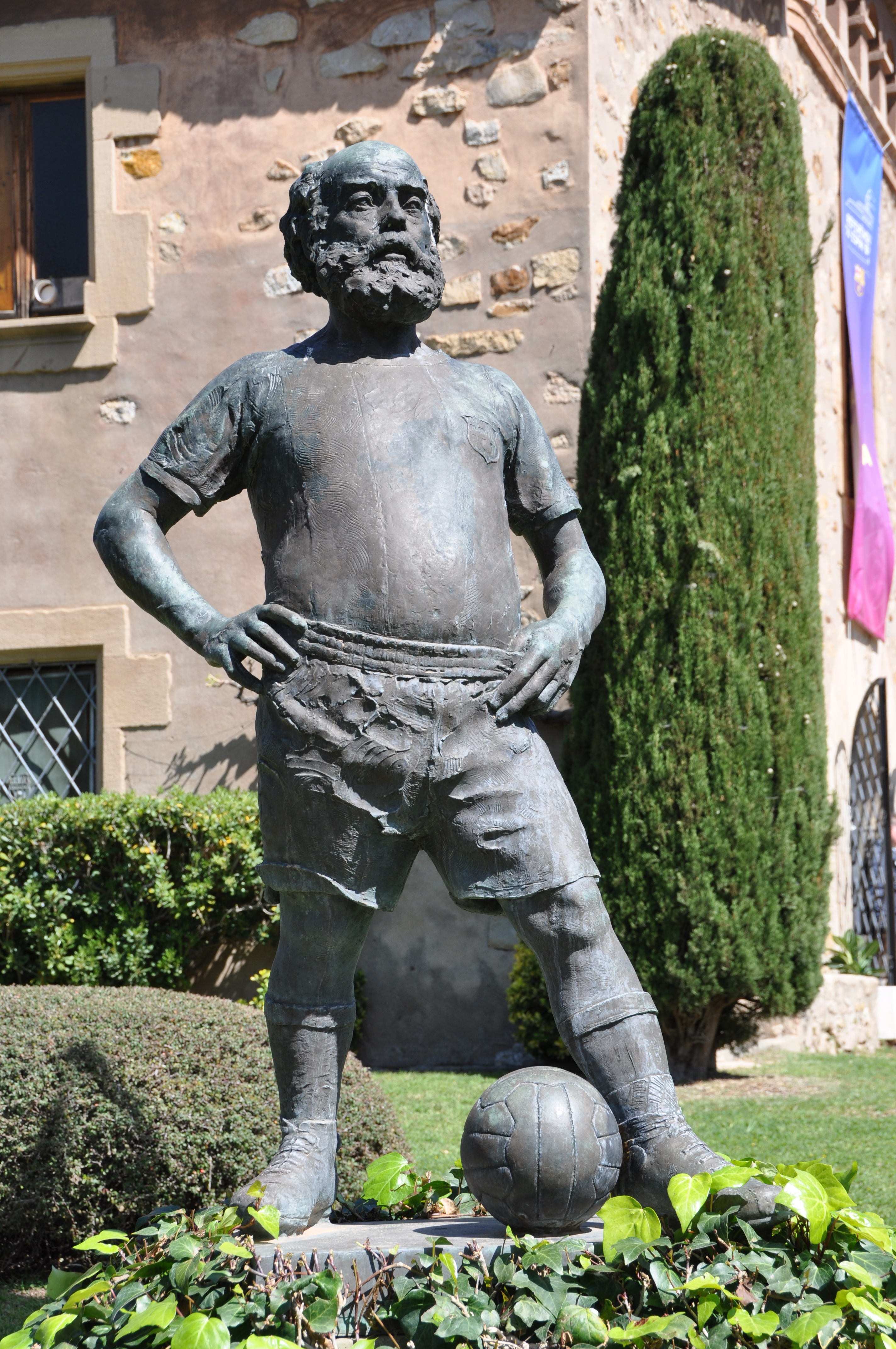
Escultura del Avi del Barça creada por Josep Viladomat.

El Avi Barça (en español: Abuelo Barça), también llamado Avi del Barça, es un personaje creado por el dibujante Valentí Castanys que representa alegóricamente al Fútbol Club Barcelona. «L'Avi del Barça» hizo su primera aparición el 29 de octubre de 1924 en la revista Xut!.[cita requerida]
El personaje se caracteriza por ser un anciano panzudo de barba blanca —simbolizando el carácter de club decano de Cataluña— que viste la equipación azulgrana. Tras el cierre de Xut!, Castanys siguió dibujándolo en las viñetas de la revista El once, hasta su muerte en 1965. El personaje logró gran popularidad, convirtiéndose en uno de los símbolos del club.

## Estatua
Siete años después de la muerte de Castanys, el FC Barcelona encargó a Josep Viladomat una escultura del «Avi Barça». La figura de bronce, de 1,70 metros de altura, fue inaugurada el 24 de octubre de 1972 en los jardines de La Masía, que entonces era la sede social del club, como parte de los festejos conmemorativos del 15.º aniversario de la inauguración del Camp Nou. Al acto, presidido por Agustí Montal, asistió la viuda de Castanys, Elena Fornells.

## El Avi del Barça personificado
Desde 1984, Joan Casals, socio de la Penya Blaugrana de Guardiola de Berga, acudía los partidos del Camp Nou caracterizado como el personaje del Avi del Barça. Tras haber alcanzado gran popularidad con este papel, en 2007 fue formalmente reconocido por el FC Barcelona, que lo nombró representante oficial del club en los encuentros de peñas. Falleció el 14 de febrero de 2024 a los 90 años.

## Gigantón
El FC Barcelona cuenta con una pareja de gigantes, conocidos como «Gegants del Camp Nou», formada por un gigante de 3,65 m. que representa a Hans Gamper y un gigantón, de altura más reducida (1,60m), que representa la figura del Avi Barça. Esta figura, realizada por Domingo Umbert, fue estrenada en octubre de 1990. En la actualidad la que desfila es una copia de la original, realizada en fibra de vidrio.

## Casal de l'Avi Barça
El Casal de l'Avi Barça es una agrupación de socios jubilados del FC Barcelona, creada el 8 de febrero de 1989 bajo los auspicios del presidente José Luis Núñez, quien les cedió un local en las instalaciones del club, dentro del Palau de Gel, donde realizan distintas actividades recreativas como tertulias, juegos de mesa, visionado de partidos, etc.